# Nikolaj Šeptulin
Nikolaj Alexandrovič Šeptulin (rusky Никола́й Алекса́ндрович Шепту́лин; 29. června 1969 Moskva – 16. ledna 2018 tamtéž) byl ruský filmový režisér a scenárista. Studoval na Fakultě žurnalistiky Moskevské státní univerzity. V 90. letech 20. století podléhal alkoholové závislosti. V roce 2001 se stal členem Moskevského Svazu výtvarných umělců (rusky Московский союз художников).